# EU-upplysningen
EU-upplysningen var en informationsverksamhet som startades 1996 och hade riksdagens uppdrag att ge opartisk och allsidig information om EU, det svenska medlemskapet och EU-arbetet i riksdagen. Verksamheten bestod av svarsservice per brev, e-post och telefon, en webbplats, tryckt information och kursverksamhet. EU-upplysningen startade som en egen organisatorisk enhet inom riksdagsförvaltningens kommunikationsavdelning och blev 2012 integrerad i riksdagsförvaltningens informationsenhet.
Under 2017 ersattes EU-upplysningens verksamhet av Sveriges riksdags EU-information. Då lanserades även webbplatsen Sveriges riksdags EU-information som ger en övergripande bild av hur EU-arbetet fungerar och hur EU och Sverige hänger ihop.